# Уилям Кенеди (пътешественик)
Уилям Кенеди (на английски: William Kennedy) е канадски пътешественик-изследовател.

## Ранни години (1814 – 1851)
Роден е през април 1814 година в Къмбърланд Хаус в провинция Саскачеван, Канада, в семейство на служител в „Компанията Хъдсънов залив“. На 13-годишна възраст заминава да учи в Англия, в родното място на баща си. През 1836 се завръща в Канада и е назначен за служител в „Компанията Хъдсънов залив“, която търгува с ценни животински кожи.

## Експедиционна дейност (1851 – 1855)

### Първа експедиция (1851 – 1852)
През 1851 възглавява експедиция на кораба „Принц Алберт“, спонсорирана от вдовицата на Джон Франклин Джейн Франклин, изпратена да търси изчезналата му експедиция. В плаването като помощник-капитан е назначен 25-годишния френския лейтенант Жозеф Рене Бело. Експедицията не намира Франклин, но на 6 април 1852 вторично открива протока Бело (72°00′ с. ш. 94°48′ з. д. / 72° с. ш. 94.8° з. д.), отделящ п-ов Бутия на юг от остров Съмърсет на север. През октомври 1852 г., Кенеди връща експедицията в Англия без да загуби нито един човек. Пътешествието си описва в книгата: „A short narrative of the second voyage of the „Prince Albert“ in search of sir John Franklin“ (1853).

### Втора експедиция (1853 – 1855)
През 1853 Кенеди е назначен за командир на нова експедиция на кораба „Изабела“, отново финансирана от Джейн Франклин, която да премине през Беринговия проток на път за Арктика. Корабът обаче така и не достига до Беринговия проток. В чилийското пристанище Валпарайсо екипажът се разбунтува и отказва да участва в опасното плаване в ледовете на Арктика. След двугодишно пребиваване във водите около западните брегове на Южна Америка и след като не успява да намери нов екипаж Кенеди връща кораба в Англия през 1855.

## Следващи години (1855 – 1890)
През 1856 Кенеди се връща в Канада и е активен участник в създаването на пощенските връзки между Торонто и река Ред Ривър. През 1860 се установява в долината на реката и заедно с брат си Джордж открива оръжеен магазин.
Кенеди става член е на Комисията по образованието на провинция Манитоба. През 1879 е един от основателите на Историческото научно дружество на Манитоба. Пледира за построяване на жп линия до град Чърчил на бега на Хъдсъновия залив.
Умира на 25 януари 1890 година в градчето Сейнт Андрюс в провинция Манитоба на 75-годишна възраст.

## Памет
Неговото име носят:
- залив Кенеди (Транзишън) (72°03′ с. ш. 97°10′ з. д. / 72.05° с. ш. 97.166667° з. д.) на югоизточното крайбрежие на остров Принц Уелски в Канадския арктичен архипелаг;
- нос Кенеди (76°20′ с. ш. 104°23′ з. д. / 76.333333° с. ш. 104.383333° з. д.) на югозападния бряг на остров Камерън в Канадския арктичен архипелаг;
- проток Кенеди между остров Елсмиър от Канадския арктичен архипелаг на запад и Гренландия на изток.

Името на лейтенант Жозеф Рене Бело носят:
- нос Бело (75°12′ с. ш. 92°27′ з. д. / 75.2° с. ш. 92.45° з. д.), на западния бряг на остров Девън в Канадския арктичен архипелаг;
- остров Бело (81°42′ с. ш. 65°05′ з. д. / 81.7° с. ш. 65.083333° з. д.), в море Линкълн, край североизточния бряг на остров Елсмиър в Канадския арктичен архипелаг;
- проток Бело (72°00′ с. ш. 94°47′ з. д. / 72° с. ш. 94.783333° з. д.), между п-ов Бутия на юг и остров Съмърсет на север.